# Cinco (película)
CINCO también conocida como 5 es una película de Thriller colombiana del año 2014 escrita, producida y dirigida por Riccardo Gabrielli R.. Fue protagonizada por Carolina Guerra y contó con las actuaciones de Kristina Lilley, Jimmie Bernal, Bautista Duarte y Carolina Ravassa, entre otros.

## Sinopsis
Cinco (Carolina Guerra)  es una ladrona que vive en Nueva York y tiene un estilo particular donde siempre es fiel a sus reglas, ya que jamás las rompe: 
1. Encuentra tu objetivo, elige con cuidado.
2. Concentración.
3. Firmeza, siempre conoce tu camino de salida.
4. Nunca pierdas el control de la situación.
5. Solo sigo mis reglas.[2]

Con gran destreza comete robos no convencionales sin usar la violencia, hasta que un día la codicia hace que rompa una de sus reglas y termine encerrada en un misterioso apartamento. Poco a poco, Cinco se dará cuenta de que cayó en una trampa y justo allí arranca una carrera contrarreloj donde deberá poner a prueba todas sus habilidades para poder escapar antes de que sea demasiado tarde.

## Reparto
- Carolina Guerra
- Jimmie Bernal
- Kristina Lilley
- Bautista Duarte
- Carolina Ravassa
- James Wolfe
- Daniel Montesano
- Meredith Travers
- Sofía Blanchet
- Christian De Dios

## Producción
Riccardo Gabrielli se inspiró en la historia real de Apollo Robbins un ladrón estadounidense especialista en engañar, para construir el guion de la película. En una entrevista del año 2016, el director comentó:

"A todos alguna vez nos han robado y duramos un buen tiempo con esa sensación de odio a quien lo hace. Pero a ella la terminas queriendo y queda encerrada, por tanto estás allí con ella. La idea es jugar un poco con el sentimiento de la gente"

Carolina Guerra, por su parte, para construir su personaje se basó en el personaje de Matt Damon en la película Ocean's Eleven, para adoptar una modalidad de robo basada en el cosquilleo profesional y construir así toda una estructura mental que implicara ser ágil y estar en constante estado de alerta.
CINCO fue filmada en formato HD por su director, usando una cámara réflex cuya versatilidad le permitió simplificar la producción. La película fue filmada en la ciudad de Nueva York durante 22 días; hablada en inglés. Para su estreno en Latinoamérica, la película fue doblada al español, con Carolina Guerra doblándose a sí misma.
La película fue estrenada en Colombia en enero de 2016, siendo distribuida por Cine Colombia.